# Maniobra de Heimlich

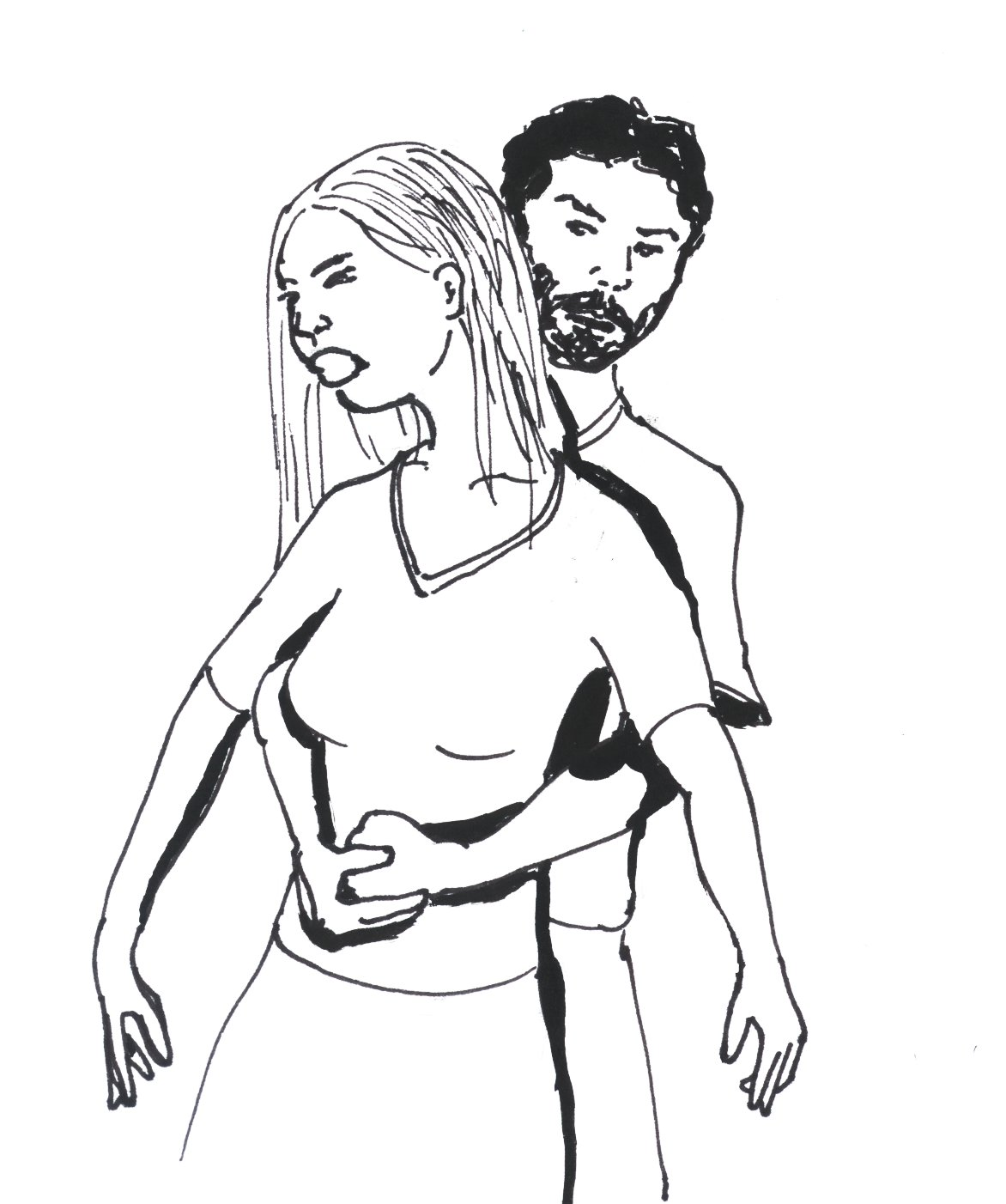
Maniobra de Heimlich.

La maniobra de Heimlich, llamada compresiones abdominales, es un procedimiento de primeros auxilios para desobstruir el conducto respiratorio, normalmente bloqueado por un trozo de alimento o cualquier otro objeto. Es una técnica efectiva para salvar vidas en caso de asfixia por atragantamiento.
La maniobra de Heimlich se llama así por el doctor Henry Heimlich, quien la desarrolló en 1974.

## Historia
El doctor Henry Heimlich desarrolló en 1974 las compresiones abdominales contra el atragantamiento; por ello se conocen como "Maniobra de Heimlich". 
Una polémica acerca de la maniobra de Heimlich surgió cuando Henry Heimlich afirmó que otra maniobra, la de las palmadas, era peor que la suya, pues podía llegar a hundir el objeto de atragantamiento más profundamente en la tráquea, agravando eso la obstrucción. Incluso, se realizó un estudio en la Universidad de Yale (por Day, DuBois y Crelin) que convenció en su momento a la Asociación Americana del Corazón para que dejara de recomendar las palmadas. Sin embargo, ese estudio estaba financiado en parte por la fundación del propio doctor Heimlich. En la actualidad, la recomendación es que los primeros auxilios en caso de atragantamiento incluyan series de palmadas y de compresiones, pero realizándose las palmadas en la espalda de la víctima, con ésta muy encorvada para evitar el riesgo de que el objeto que provoca el atragantamiento se hunda más hacia dentro.
Otra vieja polémica acerca de la maniobra de Heimlich consiste en que, tras comprobarse su éxito contra el atragantamiento, Henry Heimlich la promovió como un tratamiento para ahogados y ataques de asma. Estos otros usos están en general desacreditados en la actualidad (especialmente el uso en ahogados), aunque Heimlich llegó a presentar algunos datos propios a su favor. En el caso de los ahogados (en líquido), la maniobra de Heimlich podría ser hecha con la víctima tumbada boca arriba y presionando el vientre hacia la boca (pues el hacerla agarrando a la víctima desde atrás, como es normalmente, sería más difícil), y su propósito sería vaciar los pulmones de agua. Los expertos responden a esto que el ahogado no tiene por qué tenerlos inundados, pues es normal que bajo el agua se cierre el paso hacia las vías respiratorias desde la laringe, y que practicar la maniobra de Heimlich resta un tiempo valioso y provoca el peligro de que el ahogado vomite y el vómito entre en los pulmones, complicando la situación. En el caso de los ataques de asma, la utilidad de hacer una maniobra de Heimlich sería la de despejar las vías respiratorias buscando permitir que entre una bocanada de aire. Acerca de esto, hay que tener en cuenta que la solución médica y probada a los ataques de asma asfixiantes se basa en medicamentos que son capaces de dilatar rápidamente los bronquios de los pulmones. Hay algunos casos de pacientes con asma que salieron de un ataque tras haberles sido practicada la maniobra de Heimlich, pero es posible que lo que hiciese en realidad fuese expulsar algún tapón de mucosidad. En definitiva, la única utilidad demostrada y aceptada de la maniobra de Heimlich es la de expulsar la obstrucción en los atragantamientos, siendo las otras controvertidas.
La Asociación Americana del Corazón (AHA, por sus siglas en inglés), una de las más importantes en soporte vital básico, recomienda la maniobra de Heimlich sólo en casos de obstrucción grave de la vía aérea, en los cuales la persona ya no habla ni tose. En las obstrucciones leves aún puede toser, y simplemente debe ser animada a que siga tosiendo libremente para ver si puede expulsar el objeto en un golpe de tos.

## Descripción de la maniobra[8]
En este vídeo podemos observar cómo se desarrolla la maniobra de Heimlich en caso de atragantamiento. Habrá que recalcar que las palmadas en la espalda, a diferencia del vídeo, se realizarán con el tronco totalmente inclinado hacia delante, para evitar el riesgo de que el objeto que está obstruyendo la vía respiratoria baje más por los golpes y finalmente la persona muera atragantada porque esta maniobra no funcione.
Y, si los primeros auxilios no están funcionando, lo primero es pedir auxilio llamando al número de emergencias. Mientras llega la asistencia sanitaria, intentaremos desobstruir las vías, y, si la víctima cae inconsciente, realizaremos las maniobras anti-atragantamiento de reanimación (RCP).
Tened cuidado ya que es peligroso hacerlo.
Si la víctima no puede recibir compresiones en el vientre, como es el caso de mujeres embarazadas y personas demasiado obesas, la maniobra de Heimlich es sustituida por compresiones torácicas, siguiendo la misma dinámica que las compresiones abdominales pero comprimiendo en la mitad de abajo del hueso vertical del pecho (el esternón).
En la propia maniobra de Heimlich, diferenciaremos según se realice sobre personas adultas o niños pequeños:

### Personas adultas
Para realizar la acción en adultos (o niños bastante crecidos que caminan), procédase de la siguiente manera. Con el sujeto de pie, abrazar al mismo por la espalda con los dos brazos. En esta posición se presiona con una mano cerrada y la otra recubriendo la primera. Se debe apoyar el puño entre su ombligo y su pecho, y presionar adentro y arriba, hacia el centro del estómago. Su vientre queda así comprimido entre el puño y el cuerpo del rescatador, lo que forma una presión hacia arriba. 
En el caso de que el atragantado esté solo, puede tomar una silla con respaldo, situarla por debajo de su pecho y empujar hacia arriba con fuerza, para intentar expulsar el objeto. Estando solo es de gran utilidad el tener a mano alguno de los aparatos anti-atragantamiento disponibles actualmente (si bien son optativos, por lo que las guías no los incluyen en sus protocolos).

### Niños menores de un año
Si la víctima es un bebé (de menos de 1 año), existen modificaciones para bebés.
Colocaremos al lactante en decúbito prono (boca abajo; sosteniendo su cuerpo apoyado sobre la mano y el antebrazo izquierdo y teniendo cuidado de no presionar demasiado el cuello sino de sujetar por la barbilla o la mandíbula). Una vez correctamente apoyado, golpear en la espalda, entre los omóplatos, con el talón de la otra mano hasta 5 veces (5 golpes interescapulares).
Si persiste la obstrucción, colocar al bebé en decúbito supino sobre nuestro antebrazo (boca-arriba) y con la cabeza más baja que los pies y realizar 5 compresiones en el punto donde se efectúan al practicar la RCP (en el centro del tórax). A continuación explorar su boca para ver si el objeto ha salido. Si no es así, repetimos el procedimiento hasta que la víctima responda o quede inconsciente, en cuyo caso deberíamos practicarle la Reanimación Cardiopulmonar Básica.

### Discapacitados en silla de ruedas
La maniobra de Heimlich también tiene modificaciones para discapacitados en silla de ruedas basadas en maneras de hacerla sin levantar a la víctima.

### Automaniobra de Heimlich
En caso de estar solo, es posible aplicarse a uno mismo la automaniobra de Heimlich.